# 東南早報
东南早报是中華人民共和國福建省泉州市的一份報紙。1985年8月15日，东南早报前身福建商报成立。2000年8月15日，由泉州晚报社收购并更名为东南早报。东南早报的板块设置有泉州新闻、厦门新闻、时事新闻、文体新闻、经济新闻等。